# Helsingfors kyrkliga samfällighet
Helsingfors kyrkliga samfällighet (finska: Helsingin seurakuntayhtymä, Kyrkan i Helsingfors) är lokal förvaltningsenhet inom Evangelisk-lutherska kyrkan i Finland. Till samfälligheten hör 17 finskspråkiga församlingar och 3 svenskspråkiga församlingar i Helsingfors. Olaus Petri församling och Tyska församlingen i Finland har riksomfattande verksamhet och hör därför inte till Helsingfors kyrkliga samfällighet.
Helsingfors kyrkliga samfällighets lokal Församlingarnas hus ligger i Berghäll vid Tredje linjen. I Församlingarnas hus finns bland annat församlingarnas centralregister, förvaltningskansliet, ekonomikansliet, informationstjänster, fastighetsförvaltning och lokaler för det gemensamma församlingsarbetet.
Årsskiftet 2022/2023 var 47,4 procent av helsingforsborna medlemmar i Evangelisk-lutherska kyrkan i Finland. Då hade Helsingfors församlingar cirka 315 446 medlemmar.
Luther-kyrkan och Det heliga hjärtats kapell som används av Suomen Luterilainen Evankeliumiyhdistys hör inte heller till Helsingfors kyrkliga samfällighet.

## Församlingar

### Svenskspråkiga församlingar
De svenskspråkiga församlingarna i Helsingfors kyrkliga samfällighet tillhör Borgå stift.
- Johannes församling
- Matteus församling
- Petrus församling

### Finskspråkiga församlingar
De finskspråkiga församlingarna i Helsingfors kyrkliga samfällighet tillhör Helsingfors stift.
- Baggböles församling
- Berghälls församling
- Botby församling
- Drumsö församling
- Gamlas församling
- Haga församling
- Helsingfors domkyrkoförsamling
- Hertonäs församling
- Kasbergets församling
- Malms församling
- Helsingfors Mikaelsförsamlingen
- Munksnäs församling
- Nordsjö församling
- Paulusförsamlingen
- Sockenbacka församling
- Tölö församling
- Åggelby församling